# 油壓馬達

油壓馬達的符號

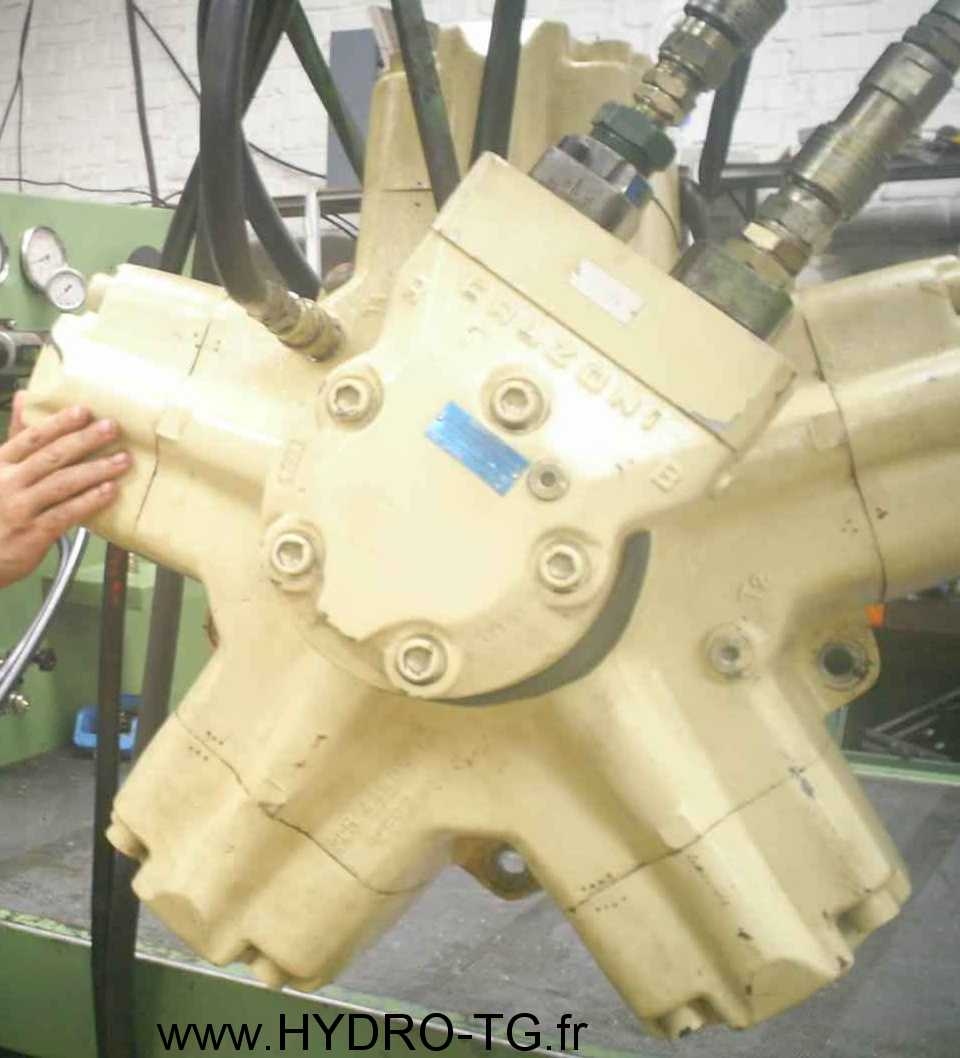
油壓馬達Calzoni

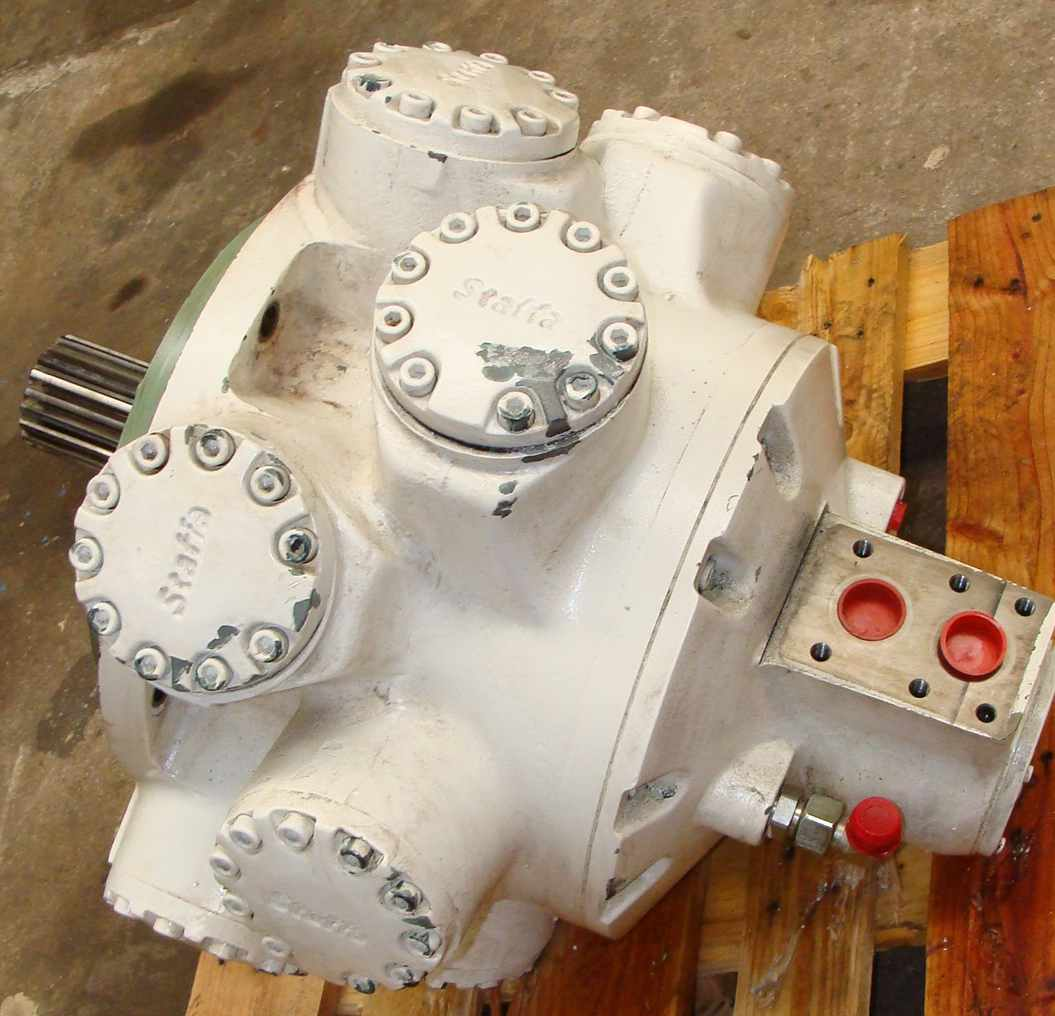
油壓馬達staffa

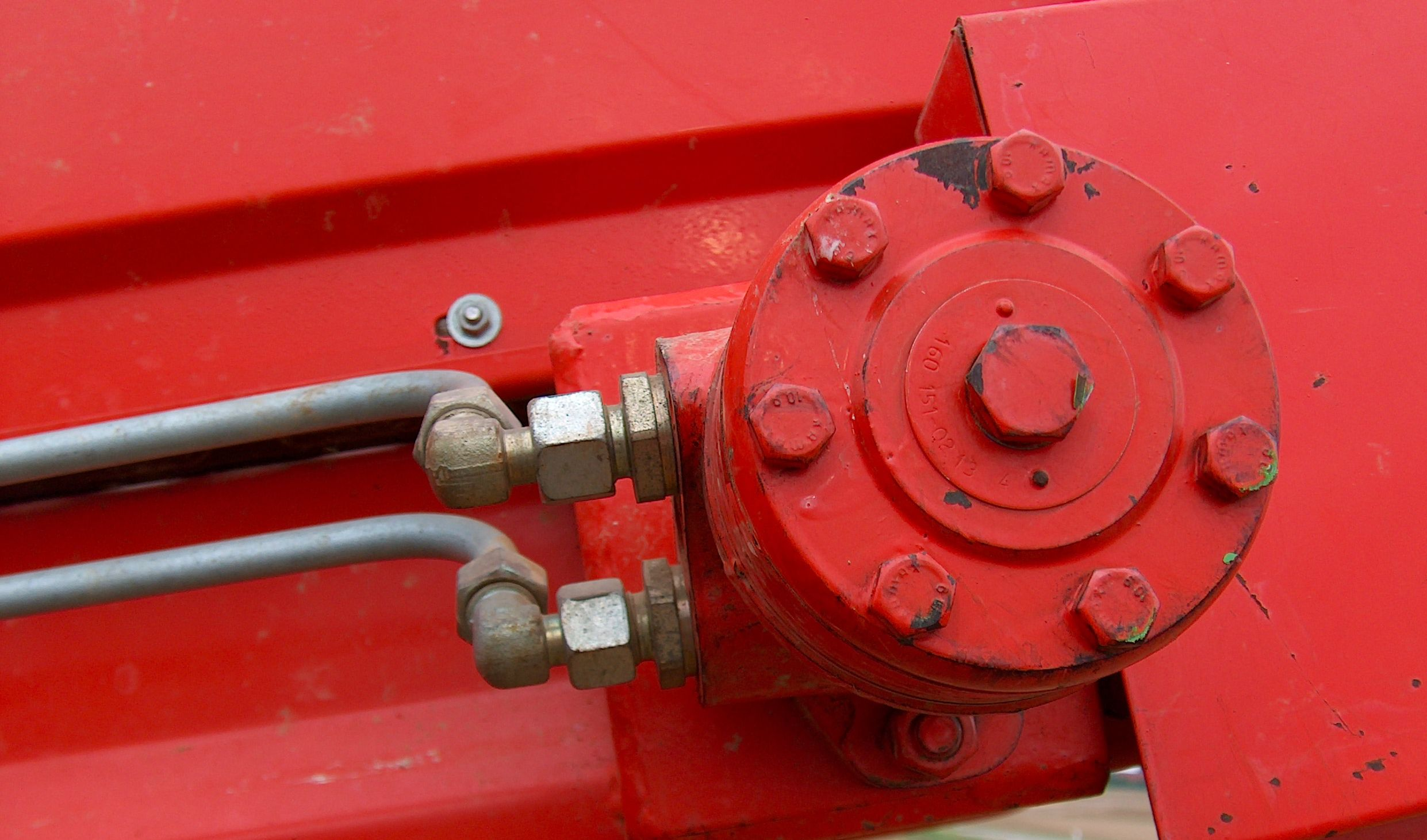
油壓馬達

Gerotor 馬達

油壓馬達（英語：Hydraulic motor）是一種將液壓油的壓力和流量轉成扭力和角位移（轉動）的機械致動器。油壓馬達相當於旋轉的油壓缸。觀念上，油壓馬達應該可以轉為油壓泵，因為它們功能相反。就如同直流馬達可以作為直流發電機。然而，多數的油壓泵不可作為油壓馬達，因為它們不可反向驅動。而且，油壓馬達兩端有特定的工作壓力。
油壓的泵、馬達以及油壓缸可組合成油壓驅動系統。油壓泵和油壓馬達組成油壓變速器。
油壓馬達特性：相同的扭力輸出時，體積較電動馬達小。

## 制动
液压马达通常具有用于内部泄漏的泄油连接，这意味着当动力装置关闭时，如果外部负载作用于驱动系统中的液压马达，则其将缓慢移动。因此，对于诸如带有悬挂负载的起重机或绞车等应用，始终需要制动器或锁定装置。